# Araneus floriatus
Araneus floriatus este o specie de păianjeni din genul Araneus, familia Araneidae, descrisă de Hogg, 1914. Conform Catalogue of Life specia Araneus floriatus nu are subspecii cunoscute.